# Chris Ikonomidis
Christopher James "Chris" Ikonomidis (græsk: Χριστόφορος Οικονομίδης) er en australsk fodboldspiller af græsk afstamning, der spiller for Macarthur FC i hjemlandet som offensiv midtbanespiller eller på fløjen. Han har tidligere spillet i Lazio, AGF samt en række andre australske klubber. Han har desuden spillet på det australske landshold.

## Klubkarriere
Chris Ikonomidis kommer fra en familie, der altid har spillet fodbold, og han begyndte at spille i den lokale klub Cronulla RSL. Da han var 14 år, tog han til London og kom på prøve i Arsenal, der holdt øje med hans udvikling. Han forsatte sin ungdomskarriere i NPL NSW-klubben Sutherland Sharks. I 2010 vandt Ikonomidis og Sutherland Sharks' U15 hold Oceanien zone i Manchester United Premier Cup og kvalificerede sig til finalen i England. Hans præstationer i England, herunder fire mål i en sejr på 7-0 over Wigans ungdomshold, vakte opsigt hos Atalanta B.C.. 
Efter at have lavet flere mål til en prøvetræningen hos Atalanta herunder et enkelt imod Chelsea F.C. blev Ikonomidis tilbudt en ungdomskontrakt på sin 16 års fødselsdag. Ikonomidis fik støtte til at akklimatisere sig i Italien af sin australske kollega James Troisi, der var på seniorholdet i Atalanta på det tidspunkt. Efter en enkelt sæson i Atalanta hentede storklubben S.S. Lazio Ikonomidis; da han blev seniorspiller kunne han dog ikke umiddelbart spille sig på Lazios førstehold, og han blev udlånt til et par klubber, heriblandt danske AGF, hvor han fik i alt 20 kampe og scorede to mål.
Siden 2018 har han spillet i forskellige klubber i hjemlandet.